# Ty Conklin
Ty Curtis Conklin (* 30. März 1976 in Anchorage, Alaska) ist ein ehemaliger US-amerikanischer Eishockeytorwart, der im Laufe seiner Karriere für die Detroit Red Wings, Columbus Blue Jackets, Pittsburgh Penguins, St. Louis Blues und die Edmonton Oilers in der National Hockey League aktiv war.

## Karriere
Ty Conklin begann seine Karriere 1995 in der US-amerikanischen Juniorenliga USHL bei den Green Bay Gamblers. Dort setzte er sich bereits in seinem ersten Jahr als Stammtorhüter durch und gewann mit den Gamblers den Clark Cup. Hinzu wurde er in das Second All-Star Team der Liga berufen. Auch in der darauffolgenden Saison gehörten die Gamblers zur Spitze der Liga, als sie den ersten Platz nach dem Grunddurchgang belegten, in den Playoffs aber schon vorzeitig scheiterten.

### College-Eishockey (1997–2001)
Er verließ die Gamblers im Sommer 1997 und ging auf die University of New Hampshire. Nachdem er sich ein Jahr vom Eishockeysport zurückgezogen hatte, stand er ab der Saison 1998/99 im Tor der Universitätsmannschaft und etablierte sich in der Folge zu einem starken Rückhalt des Teams. Bereits in seinem ersten Jahr, als er sich mit Sean Matile noch den Posten als Stammtorhüter teilte, konnte er 18 seiner 22 Spiele gewinnen, erreichte das Finale der US-amerikanischen Collegemeisterschaft und wurde von der regionalen Hockey East Division, der die University of New Hampshire angehört, in das All-Rookie Team und in die Second All-Star Formation gewählt.
In der nachfolgenden Saison machte er auch auf nationaler Ebene von sich reden, als er von der NCAA, dem US-amerikanischen Collegesport-Verband, in das Second All-Star Team des Ostens gewählt und von der Hockey East Division als bester Spieler des Jahres zusammen mit Mike Mottau ausgezeichnet wurde. Zu Beginn der Saison 2000/01 kam Conklin eine besondere Ehre zu, als er als erster Torhüter der University of New Hampshire seit 1961 zum Mannschaftskapitän ernannt wurde. Gleichzeitig war es auch die letzte Spielzeit von Conklin im College, die erneut mit Auszeichnungen gekrönt wurde.

### Minor Leagues und Durchbruch in der NHL (2001–2006)
Nachdem er das College verlassen hatte, unterschrieb er im April 2001 einen Vertrag bei den Edmonton Oilers aus der NHL. In seiner Debütsaison kam er allerdings hauptsächlich für die Hamilton Bulldogs, dem Farmteam der Oilers aus der zweitklassigen AHL zum Einsatz und bestritt nur vier Spiele in der NHL. Auch in der folgenden Spielzeit konnte er sich nicht gegen Tommy Salo und Jussi Markkanen im Tor durchsetzen und blieb bei den Oilers ohne Einsatz, konnte aber mit den Hamilton Bulldogs ins Finale um den Calder Cup einziehen.
In der Saison 2003/04 konnte er sich schließlich im Stammkader von Edmonton durchsetzen, rückte sogar bedingt durch eine Verletzung von Salo, der zudem später zu der Colorado Avalanche transferiert wurde, zeitweise auf die Position des Stammtorhüters und stand dadurch beim NHL Heritage Classic 2003, dem ersten Freiluftspiel der NHL-Geschichte, auf dem Eis. Am Ende der Saison kam Conklin auf 38 Einsätze und verbuchte 17 Siege.
Die Oilers konnten sich jedoch nicht für die Playoffs qualifizieren und Conklin spielte stattdessen erstmals für das US-amerikanische Nationalteam bei der Weltmeisterschaft 2004. Die Mannschaft scheiterte zwar im Halbfinale an Schweden, doch im Spiel um Platz drei war Conklin der wichtige Rückhalt für das Team. Er wehrte alle 25 Schüsse der Slowaken auf sein Tor ab und hielt somit über die gesamte reguläre Spielzeit und die Verlängerung ein 0:0. Erst im Penaltyschießen konnte das US-Team die Partie entscheiden. Conklin wurde daraufhin zum besten Torhüter des Turniers gewählt.
Da die NHL-Saison 2004/05 wegen des Lockout ausfiel, unterschrieb er im Januar 2005 einen Vertrag in Deutschland bei den Grizzly Adams Wolfsburg aus der DEL. Dort spielte er in elf Spielen, belegte mit Wolfsburg am Ende der Saison nur den vorletzten Platz.
Im Herbst 2005 kehrte er zu den Oilers zurück, wo er jedoch nur noch die Nummer drei hinter Markkanen und Mike Morrison war. Erst im Laufe der Saison konnte er Morrison als zweiten Torhüter verdrängen, jedoch holten die Oilers mit Dwayne Roloson noch einen weiteren Torhüter. Durch seine aufsteigende Form in den letzten Wochen der regulären Saison, konnte er schließlich Markkanen und Morrison hinter sich lassen und die Konkurrenz um den Posten als Ersatztorhüter hinter Roloson für sich entscheiden. Die Mannschaften qualifizierte sich erst mit dem letzten Saisonspiel für die Playoffs und gingen als Außenseiter in die erste Runde. Doch sie nutzten ihre Außenseiterchance und zogen nach Siegen gegen die Detroit Red Wings, die San Jose Sharks und die Anaheim Ducks ins Stanley-Cup-Finale einziehen, wobei Roloson eine ganz wichtige Stütze war. Jedoch verletzte er sich bereits im ersten Spiel der Finalserie gegen die Carolina Hurricanes und musste fünf Minuten vor Ende des Spiels beim Stande von 4:4 durch Conklin ersetzt werden. Er konnte sich jedoch nicht empfehlen, da er 30 Sekunden vor Schluss durch einen Puckverlust hinter seinem Tor den Siegtreffer der Hurricanes verschuldete. Die Oilers setzten in den restlichen Spielen der umkämpften Finalserie schließlich auf Jussi Markkanen im Tor, doch die Hurricanes gewannen den Stanley Cup im entscheidenden siebten Spiel.

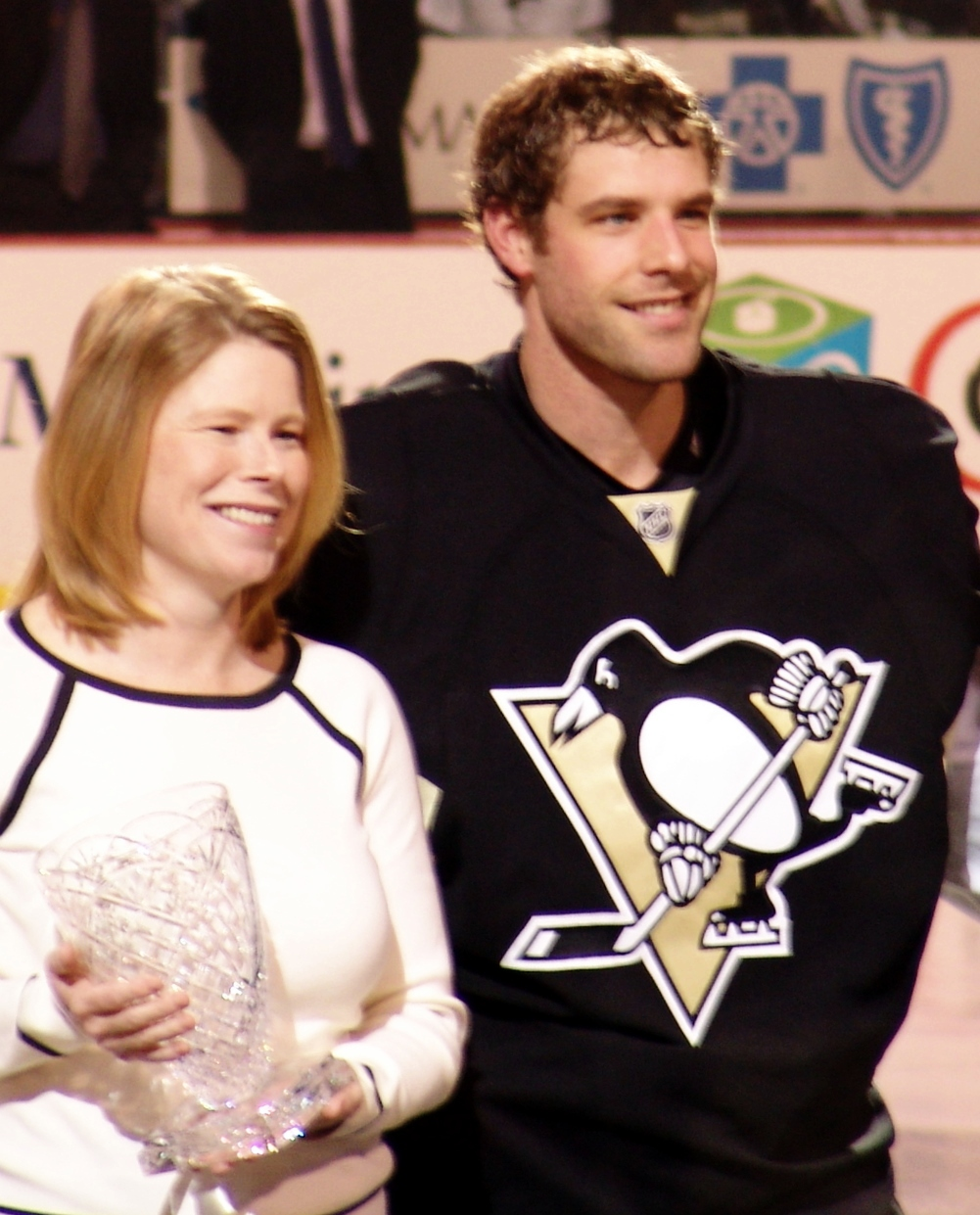
Ty Conklin im Trikot der Pittsburgh Penguins (2008)

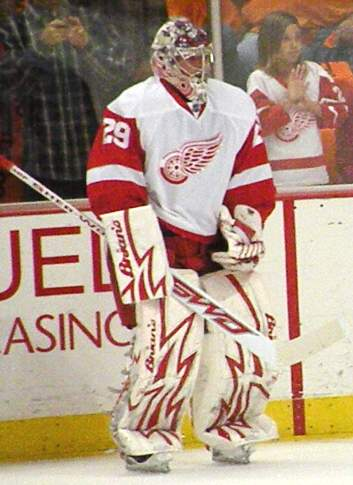
Ty Conklin bei den Detroit Red Wings

### Franchise-Wechsel und Karriereende (2006–2012)
Conklins Vertrag wurde nach dem Ende der Playoffs nicht mehr verlängert und er ging zu den Columbus Blue Jackets, wo er aber zu Saisonbeginn nicht im NHL-Kader stand und die ersten zwei Monate beim Farmteam, den Syracuse Crunch aus der AHL, verbrachte. Bedingt durch eine Verletzung von Pascal Leclaire rückte Conklin schließlich im Dezember 2006 in den Kader der Blue Jackets auf, konnte aber bei seinen elf Einsätzen nicht überzeugen und wurde im Februar 2007 zu den Buffalo Sabres transferiert, wo er noch fünf Mal spielen durfte.
Erneut musste er sich am Ende der Saison ein neues Team suchen und wurde im Sommer 2007 von den Pittsburgh Penguins unter Vertrag genommen. Doch auch dort konnte er sich zu Saisonbeginn nicht für einen der zwei Torhüterplätze empfehlen, die Marc-André Fleury und Dany Sabourin einnahmen und er begann die Saison 2007/08 in der AHL. Im Dezember holten ihn die Penguins aber in die Mannschaft, als sich Stammtorhüter Fleury verletzte und Conklin verdrängte durch gute Leistungen auch Sabourin, sodass er die Nummer eins wurde. Conklin gewann zehn seiner ersten zwölf Einsätze, wodurch Pittsburgh sich an der Spitze der Eastern Conference festsetzen konnten. Zudem stand er auch beim zweiten Freiluftspiel der NHL-Geschichte auf dem Eis, als die Penguins im NHL Winter Classic 2008 auf die Buffalo Sabres trafen. Im März 2008 rückte er aber wieder auf den Posten des zweiten Torhüters zurück, da Fleury wieder einsatzbereit war. In den Playoffs zogen die Penguins mit Fleury im Tor bis ins Stanley-Cup-Finale ein, wo sie aber an den Detroit Red Wings in sechs Spielen scheiterten.
Nur vier Wochen nach der Finalniederlage unterschrieb Conklin ausgerechnet bei den Red Wings einen neuen Vertrag, wo er sich die Einsatzzeiten mit Chris Osgood teilte. Conklin überzeugte erneut mit guten Leistungen, in den Playoffs setzte Trainer Mike Babcock aber auf den erfahreneren Osgood, sodass Conklin mit Ausnahme von einem Kurzeinsatz nicht mehr eingesetzt wurde, als Detroit bis ins Stanley-Cup-Finale einzog. Dort kam es zur Neuauflage der Finalserie des Vorjahres, doch diesmal war Pittsburgh siegreich. Es war bereits das dritte Mal innerhalb von vier Jahren, dass Conklin im Kader der unterlegenen Mannschaft der Finalserie stand.
Im Sommer 2009 unterschrieb er einen Vertrag bei den St. Louis Blues. Nachdem Chris Osgood am 19. Juli 2011 sein Karriereende als aktiver Spieler verkündet hatte, wurde Conklin einen Tag später von den Red Wings als Free Agent mit einem Kontrakt für ein Jahr verpflichtet.

### Freiluft-Veteran
Ty Conklin ist der einzige Spieler, der bei den ersten drei Freiluftspielen der NHL-Geschichte auf dem Eis stand. Am 22. November 2003 hütete er das Tor der Edmonton Oilers, die vor 57.167 Zuschauern im Commonwealth Stadium in Edmonton auf die Montréal Canadiens trafen. Montréal gewann das Spiel mit 4:3.
Zu seinem zweiten Auftritt unter freiem Himmel kam er am Neujahrstag 2008 als Torhüter der Pittsburgh Penguins im NHL Winter Classic 2008. Stammtorhüter Marc-André Fleury war zu diesem Zeitpunkt verletzt, sodass Conklin, der zu Saisonbeginn nur dritter Torhüter war, für die Penguins antrat. Im Ralph Wilson Stadium in Orchard Park im US-Bundesstaat New York stellte die Partie zwischen Pittsburgh und den heimischen Buffalo Sabres mit 71.217 Zuschauern einen neuen NHL-Rekord auf. Conklin parrierte 36 von 37 Schüssen und gewann das Spiel mit den Penguins schließlich 2:1 nach Penaltyschießen.
In der Saison 2008/09 gehörte er, nach einem Wechsel in der Sommerpause zu den Detroit Red Wings, erneut zu den Teilnehmern eines Freiluftspiels. Wieder trafen am Neujahrstag mit den Red Wings und den Chicago Blackhawks zwei NHL-Mannschaften unter freiem Himmel aufeinander. Das NHL Winter Classic 2009 wurde im Wrigley Field von Chicago ausgetragen und Conklin wurde als Torhüter der Red Wings eingesetzt. Nachdem er eigentlich für die Saison als zweiter Torhüter gesetzt war, erhielt er aber durch bessere Leistungen und wegen Verletzungsproblemen von Stammtorhüter Chris Osgood den Vorzug. Die Red Wings gewannen das Spiel mit 6:4 und Conklin feierte seinen zweiten Sieg bei einem Freiluftspiel.

## Erfolge und Auszeichnungen
| - 1996 Clark-Cup-Gewinn mit den Green Bay Gamblers - 1996 USHL Second All-Star Team - 1999 Hockey East Second All-Star Team - 1999 Hockey East All-Rookie Team - 2000 Hockey East Player of the Year (gemeinsam mit Mike Mottau) - 2000 Hockey East First All-Star Team | - 2000 NCAA East Second All-American Team - 2001 Hockey East First All-Star Team - 2001 NCAA East First All-Star Team - 2001 Walter Brown Award (gemeinsam mit Brian Gionta) - 2004 Bronzemedaille bei der Weltmeisterschaft - 2004 Bester Torhüter der Weltmeisterschaft |

## Karrierestatistik

### International
(Legende zur Torhüterstatistik: GP oder Sp = Spiele insgesamt; W oder S = Siege; L oder N = Niederlagen; T oder U oder OT = Unentschieden oder Overtime- bzw. Shootout-Niederlage; Min. = Minuten; SOG oder SaT = Schüsse aufs Tor; GA oder GT = Gegentore; SO = Shutouts; GAA oder GTS = Gegentorschnitt; Sv% oder SVS% = Fangquote; EN = Empty Net Goal; 1 Play-downs/Relegation; Kursiv: Statistik nicht vollständig)